# 43 Komenda Odcinka Rajcza
43 Komenda Odcinka Rajcza/Żywiec – zlikwidowany samodzielny pododdział Wojsk Ochrony Pogranicza pełniący służbę na granicy polsko-czechosłowackiej.

## Formowanie i zmiany organizacyjne
43 Komenda Odcinka sformowana została w 1945 roku w Rajczy, w strukturze 9 Oddziału Ochrony Pogranicza w Nowym Sączu. 2 listopada 1945 roku rozpoczęto służbę w ochronie granicy państwowej.
Meldunek z 26 sierpnia 1946 do dowódcy Okręgu Wojskowego nr 5 dotyczący warunków bytowych panujących w komendzie 43. Odcinka 9. Oddziału  WOP w Rajczy.
[...] Budynek mieści się na wsi w okolicy górskiej. Budynek murowany jednopiętrowy skupiony ogrodzony w stanie dobrym, suchy. W całym budynku okna pojedyncze, należy wykończyć oszklenie izby chorych, wyremontować łaźnię, odmalować sale żołnierskie, kanalizacja nieczynna. Komenda posiada jedną studnię klozet nie skanalizowany na sześć oczek. Piece kaflowe dające wystarczającą ciepłotę, oświetlenie elektryczne wystarczające, oświetlenie korytarzy i ustępów niedostateczne. Na jednego żołnierza przypada jednocześnie 15 m². Żołnierze śpią na łóżkach żelaznych, zaopatrzonych w sienniki. Wszyscy posiadają wystarczającą ilość koców i bielizny pościelowej. Żołnierze przechowują rzeczy osobiste w szafkach. Magazyn żywnościowy jak również stołówki  dla oficerów i szeregowych są w trakcie remontu. Izolatora brak.
We wrześniu 1946 roku 43 Komenda Odcinka została włączona w struktury Krakowskiego Oddziału WOP nr 9 w Krakowie, a sztab komendy przeniesiono z Rajczy do Żywca.
24 kwietnia 1948 roku, na bazie 43 Komendy Odcinka sformowano Samodzielny Batalion Ochrony Pogranicza nr 57.

## Struktura organizacyjna
Dyslokacja 43 Komendy Odcinka przedstawiała się następująco :
- komendantura odcinka i pododdziały sztabowe – Rajcza
- 195 strażnica WOP Korbielów
- 196 strażnica WOP Złatna
- 197 strażnica WOP Glinka[6]
- 198 strażnica  WOP Kolonia
- 199 strażnica WOP Zwardoń.

## Wydarzenia
- 1946 – 7 lipca żołnierze komendy, w lesie koło Zubrzycy i Babiej Góry, rozbili zbrojną grupę „Marka”. Zabito 8 osób, a 10 zatrzymano. Pozostali zbiegli na stronę Czechosłowacji. Zdobyto broń i amunicję nie ponosząc strat[7].
- 1946 – lipiec, pododdziały zbrojnego podziemia dokonały napadu na szefa sztabu komendantury nr 43 kpt. Siergieja Kapustina, wrzucając granat przez okno do jego mieszkania[8].
- 1946 – pododdziały zbrojnego podziemia w Krzyżowej zastrzelili zastępcę komendanta odcinka ds. wywiadu por. Kazimierza Szymańskiego[8].

## Komendant odcinka
- mjr Gienadij Błaszkiewicz[9][2].